# Pseudoscutigerella americana
Pseudoscutigerella americana är en mångfotingart som beskrevs av Hilton 1931. Pseudoscutigerella americana ingår i släktet Pseudoscutigerella och familjen slankdvärgfotingar. Inga underarter finns listade i Catalogue of Life.